# Opengapps
Les OpenGapps, sont une alternative logicielle libre, aux outils propriétaires des Services Google Play. Créées en 2015 pour Android, notamment les utilisateurs souhaitant garder la compatibilité avec les applications commerciales nécessitant les services Google, ils visent notamment à réduire fortement la quantité de traçage numérique logiciel, afin de tendre vers un plus grand respect de la vie privée.

## Fonctionnalités
Ils sont très souvent installés juste après une installation de LineageOS, via TWRP, afin d'éviter des conflits avec d'autres logiciels. 
Les OpenGapps sont un projet de logiciel libre, sur la même lignée que le projet complémentaire MicroG.